# Bierzwnik
Bierzwnik (Marienwalde fino al 1945) è un comune rurale polacco del distretto di Choszczno, nel voivodato della Pomerania Occidentale.
Ricopre una superficie di 238,92 km² e nel 2005 contava 4 850 abitanti.